# Leonídio
Leonídio är en kommunhuvudort i Grekland.   Den ligger i prefekturen Arkadien och regionen Peloponnesos, i den södra delen av landet, 120 km sydväst om huvudstaden Aten. Leonídio ligger 35 meter över havet och antalet invånare är 3 020.
Terrängen runt Leonídio är lite bergig. Havet är nära Leonídio österut.  Leonídio är det största samhället i trakten. 